# Manuel Neto Quintas
Manuel Neto Quintas S.C.I. (Mazouco, Freixo de Espada à Cinta, 27 de agosto de 1949) é um bispo católico português e actual bispo do Algarve.

## Biografia
A primeira profissão de votos ocorreu a 29 de setembro de 1969, em Aveiro, como membro da Congregação dos Sacerdotes do Sagrado Coração de Jesus e foi ordenado presbítero também na mesma mesma congregação, a 12 de junho de 1977, pelo bispo João Alves, na Capela do Instituto Missionário de Coimbra.
A 30 de junho de 2000 foi nomeado bispo auxiliar do Algarve pelo Papa João Paulo II, e bispo titular de Elicroca. Recebeu a ordem episcopal a 3 de setembro de 2000 por Manuel Madureira Dias, António de Sousa Braga S.C.I. e António José Rafael, na Sé de Silves. A 18 de setembro de 2000 foi nomeado vigário geral.
Em 22 de abril de 2004 foi nomeado bispo do Algarve e a entrada solene ocorreu a 27 de junho de 2004.